# Avenue d'Atlanta
L'avenue d'Atlanta (en occitan : avenguda d'Atlanta) est une voie de Toulouse, chef-lieu de la région Occitanie, dans le Midi de la France.

## Situation et accès

### Description
L'avenue d'Atlanta est une voie publique de Toulouse. Elle traverse le quartier de Croix-Daurade dans le secteur 3 - Nord.

### Voies rencontrées
L'avenue d'Atlanta rencontre les voies suivantes, dans l'ordre des numéros croissants (« g » indique que la rue se situe à gauche, « d » à droite) :
1. Route d'Agde
2. Rue Cambard (g)
3. Impasse de Colombus (g)
4. Chemin de Gramont (d)
5. Chemin de Gramont - accès piéton (g)
6. Rue André-Vasseur
7. Rue Auguste-Renoir - accès piéton (g)
8. Rue Georges-Ohnet
9. Rue Maurice-Caunes (d)
10. Route d'Albi

## Odonymie
L'avenue a reçu en 1979 le nom de la ville d'Atlanta, capitale de l'État américain de Géorgie, jumelée avec Toulouse depuis 1975.